# Tobias Gregson

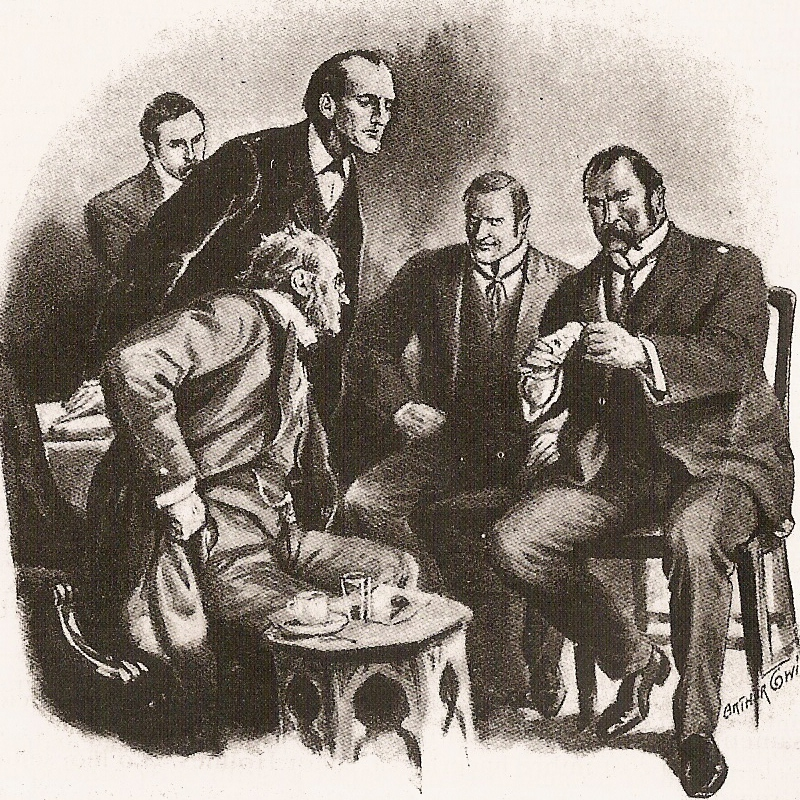
Tobias Gregson (o segundo da direita para a esquerda), Eccles, Holmes e o inspetor Baynes, em desenho de Sidney Paget, no conto Vila Glicínia.

O inspetor Tobias Gregson é uma personagem de ficção da série de romances e contos que têm como protagonista principal o detetive Sherlock Holmes, criado pelo escritor escocês Arthur Conan Doyle. É um funcionário da Scotland Yard, a força policial da capital do Reino Unido, Londres. 
É mencionado já no primeiro romance de Conan Doyle, Um Estudo em Vermelho. Também aparece nos contos O Intérprete Grego, Vila Glicínia e O Círculo Vermelho. Seu nome também é citado no romance O Signo dos Quatro. É um homem alto e claro, com cabelos cor de palha e mãos gordas, segundo Um Estudo em Vermelho. Na aventura da Vila Glicínia são citadas mais algumas características do seu perfil: é um funcionário enérgico, brioso e, dentro das possibilidades, eficaz.
No romance Um Estudo em Vermelho, Gregson escreve uma carta a Sherlock Holmes pedindo sua ajuda para esclarecer um crime que vitimou Enoch J. Drebber, de Cleveland, Ohio, EUA. Este homem foi morto numa casa abandonada, mas não havia nenhuma evidência sobre a maneira como morreu. Havia marcas de sangue na sala, mas o corpo não apresentava ferimento.
Holmes elogia e ao mesmo tempo critica o inspetor da Scotland Yard, que foi encarregado do caso Drebber com o inspetor Lestrade: "Gregson é o melhor cão de caça da Scotland Yard. Ele e Lestrade são a fina-flor, o que não significa que valem grande coisa. São rápidos e enérgicos, mas usam métodos terrivelmente convencionais. Além disso, há entre eles uma grande rivalidade profissional."
Ainda no mesmo romance, o grande detetive volta a criticar o inspetor, depois de dizer que ele, Holmes, pode distinguir num relance a cinza de qualquer marca de charuto ou cigarro: "É exatamente nestes pormenores que um detetive competente se distingue de um Gregson ou de um Lestrade."
No conto O Intérprete Grego, Gregson é encarregado do caso Melas, vizinho de Mycroft Holmes, irmão de Sherlock. Melas ganha a vida em parte como intérprete da repartição e em parte servindo de guia aos orientais abastados que frequentam os hotéis do centro de Londres, até ser raptado para servir de intérprete a um cidadão grego vítima de chantagem.
Na aventura da Vila Glicínia, assiste o inspetor Baynes em Londres para encontrar John Scott Eccles, suspeito do assassinato de Aloysius Garcia, personagem ligado à embaixada espanhola na capital do Reino Unido.
No conto O Círculo Vermelho, Tobias Gregson e Lestrade assistem Leverton, detetive da Pinkerton, na perseguição a Giuseppe Gorgiano, responsável por mais de cinquenta assassinatos nos Estados Unidos. O criminoso fugiu de Nova York para a Inglaterra, e Holmes também se envolve no caso. Os dois inspetores tratam o grande detetive com muita curiosidade e certo desdém.
No romance O Signo dos Quatro, Holmes apenas faz menção a Gregson e outros inspetores da Scotland Yard: "Quando Lestrade, Gregson ou Atheney Jones se vêem em maus lençóis, como é aliás o seu hábito, é a mim que vêm procurar." No conto O Círculo Vermelho, o inspetor da Scotland Yard reconhece as limitações de seus companheiros de trabalho: "Aos nossos investigadores pode faltar inteligência, nunca, porém, coragem."